# Metropolitano de Doha
O metrô de Doha ou metropolitano de Doha, é um sistema de trânsito rápido em Doha, a capital do Catar, que opera desde 8 de maio de 2019. O sistema tem três linhas com um comprimento aproximado de 76 km e 37 estações. É um componente da Qatar Rail, que irá incluir uma ferrovia de longa distância, para passageiros e frete, que ligará o Catar ao CCG e ao VLT de Lusail. Capaz de atingir 100 km/h o metrô de Doha é um dos mais rápidos metropolitanos com trens autônomos.
O metrô de Doha é operado e mantido, por 20 anos, pela RKH Qitarat, um consórcio formado pelo  Grupo Hamad (51%) e pelos operadores de trânsito franceses Keolis e RATP Dev (49%), ao lado da proprietária do sistema Qatar Rail.

## História
Em 2009, a autoridade de investimentos do Catar e o Deutsche Bahn assinaram o compromisso de desenvolver um conceito de rede ferroviária no Catar. Em 2011, a Qatar Rail se tornou a única proprietária do projeto, enquanto a Deutsche Bahn, com sua ala global DB International (Desde 2016 DB engenharia & consultoria) passou a desempenhar a função de principal consultora e fonte para os especialistas da ferrovia. Em 2013, a construção do metrô de Doha oficialmente começou com uma cerimônia de início das obras no lugar da estação Msheireb. No início de 2013, a Qatar Rail lançou a licitação da D&B e recebeu propostas de várias firmas internacionais para construir trechos da fase 1, correspondendo ás linhas vermelha, verde e ouro.

## Rede de metrô

### Linhas
O metrô de Doha consiste em três linhas abrindo em fases, de 2019 para 2020, com uma data prevista de conclusão em 2026. As linhas vermelha, verde e ouro partem de uma estação central em Msheireb no centro da cidade de Doha.
| Linha          | Inauguração | Comprimento | Estações | Terminações                                   | Estado                  |
| -------------- | --- | ----------- | -------- | --------------------------------------------- | ----------------------- |

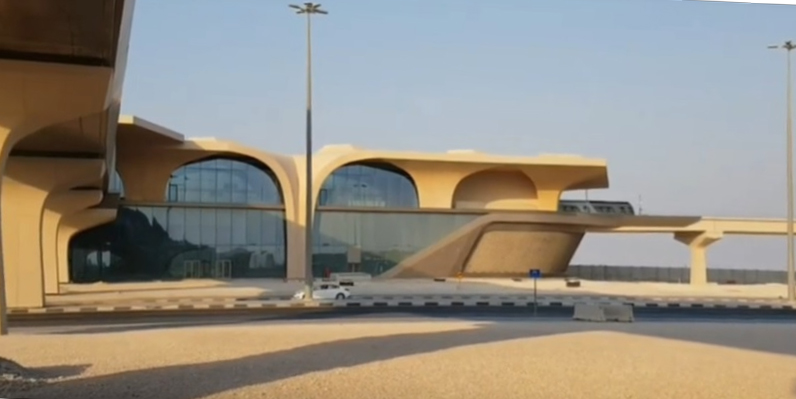
Uma vista da estação Al Wakra, parte da linha vermelha, em junho de 2019

| Linha vermelha | 8 de maio de 2019 (Al Qassar para Al Wakra) 10 de Dezembro de 2019 (Aeroporto Internacional Hamad, Katara, Universidade do Catar e Lusail) | 40 km       | 18       | Lusail Aeroporto Internacional Hamad Al Wakra | Totalmente operacional. |
| Linha verde    | 10 de dezembro de 2019 | 22 km       | 11       | Al Riffa Al Mansoura                          | Totalmente operacional. |
| Linha ouro     | 21 de novembro de 2019 | 14 km       | 11       | Al Azizyah Ras Bu Aboud                       | Totalmente operacional  |
| Linha azul     | 2025 | 17.5 km     | 14       | Aeroporto Internacional Hamad 2 West bay      | Em construção           |
| TOTAL:         | TOTAL: | 93 km       | 51       |                                               |                         |

A fase 1 do metrô de Doha é implementada por múltiplos consórcios envolvendo contratos locais e internacionais. A  Qatar Rail tem previamente especificado que consórcios que querem construir diferentes partes da rede devem trabalhar com um firma catari, o que permitiu que empresas como Companhia de Construção do Catar, Galfar Al-Misnad Engenharia, Al Darwish e a HBK Contracting a trabalharem juntos com licitantes internacionais.

#### Trecho norte da linha vermelha (subterrâneo)
O trecho norte da linha vermelha começa da estação Msheireb, no sul, até Al Khor, no norte. Sete estações subterrâneas foram propostas até o clube do golfe de Doha, deste ponto a linha passará a ser em superfície até atingir Al Khor. Um consórcio composto pela italiana Salini Impregilo, a sul-coreana SK Engenharia e Construção, e Galfar Misnad foi escolhido pela D&B contratante.

#### Trecho norte da linha vermelha (elevado e em superfície)
Um consórcio compreendendo a sul-coreana Lotte engenharia e construção, a italiana Rizzani de Eccher e a catari Redco foi contratado pela D&B contratante.

#### Trecho sul da linha vermelha  (subterrâneo)
O trecho sul da linha vermelha se estende da estação Msheireb no norte á estação Mesaieed no sul. Foi planejada para ter 6 estações subterrâneas. O consórcio escolhido pela D&B contratante foi o composto pela Qatari Diar VINCI Construction (QDVC), pela GS Engenharia e Construção e a Al Darwish Engenharia.

#### Trecho sul da linha vermelha (elevado e em superfície)
O consórcio liderado pela espanhola FCC e compreendendo a turca Yuksel, a neerlandesa Archirodon e a catarense Petroserv foi o escolhido pela D&B contratante para a linha. O escopo do trabalho inclui o o design e a construção do trecho da linha vermelha, ao longo da autoestrada Al Wakra.

#### Linha verde
A linha verde, ambas seções subterrâneas, elevadas e em superfície, se estende de Msheireb no leste até Al Riffa no oeste de Doha. O projeto da D&B para a linha verde subterrânea foi entregue a um consórcio liderado pela Porr Bau (líder da parte subterrânea), Grupo QD-Saudi Bin Laden (líder da parte elevada) e a contratante Hamad Bin Khalid.

#### Linha ouro
A linha ouro conecta 9 estações subterrâneas e a contratada pela D&B é a ALYSJ, consórcio liderado pela grega Ellaktor e compreendendo a Larsen e Toubro (Índia), YapiMerzeki (Turquia), STFA (Turquia) e Al Jaber engenharia (Catar).

### Estações

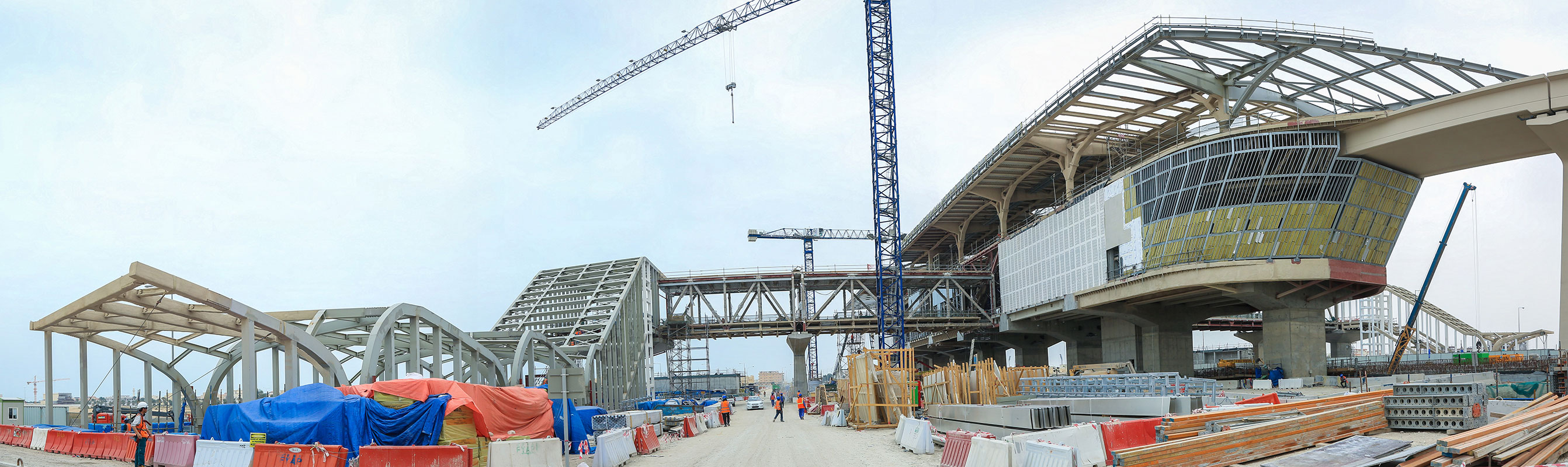
Construção da linha vermelha em fevereiro de 2018

O metrô de Doha terá cerca de 100 estações em toda a rede quando o projeto estiver concluído. Isso inclui uma estação central construída em Msheireb, terminal para a rede metroviária e interligação entre as linhas vermelha, verde e ouro. Como as estações desempenham um papel importante, de modo prático e culturalmente também, de qualquer sistema de metrô, a Qatar Rail escolheu integrar a cultura do Catar no sistema nomeando as estações do metropolitano com nomes de cidades históricas, cada uma tendo uma história única e plano de fundo.

#### Fase 1

##### Linha vermelha (linha costeira)
A linha vermelha conecta Lusail, West Bay, Msheireb, O aeroporto internacional Hamad e Al Wakra.
- Lusail
- Universidade do Catar
- Leqtaifiya
- Katara
- Al Qassar
- Centro de exibições e convenções de Doha
- West Bay
- Corniche
- Msheireb
- Al Doha Al Jadeda
- Umm Ghuwailina
- Al Matar Al Qadeem
- Oqba Ibn Nafie
- Aeroporto Internacional de Hamad
- Zona livre
- Ras Bu Fontas
- Al Wakra

##### Linha verde (linha da educação)
A linha verde segue a via Al Rayyan conectando a cidade da educação ao centro de Doha. Posteriormente a linha conectará Umm Salal e a área industrial do sul.
- Al Riffa
- Cidade da Educação
- Biblioteca Nacional do Catar
- Al Shaqab
- Al Rayyan/Al Qadeem
- Al Messila
- Hospital Hamad
- O Palácio Branco
- Al Bidda
- Msheireb
- Al Mansoura

##### Linha ouro (linha histórica)
A linha corre no sentido leste-oeste e conecta o aeroporto da cidade pela estação central Msheireb com a rua Al Waab, Al Rayyan no sul, e a estrada Salwa.
- Ras Abu Aboud
- Museu Nacional do Catar
- Al Souq
- Msheireb
- Bin Mahmoud
- Al Sadd
- Joaan
- Al Sudan
- Al Waab
- Cidade do Esporte
- Al Aziziya

A maioria das estações vão oferecer linhas alimentadoras de ônibus para lugares próximos ás estações. Bilhetes padrão custam 2 QAR cada para uma viagem, enquanto os bilhetes da classe ouro custam 10 QAR cada.

#### Fase 2
Essa fase compreende a linha azul. As estações da fase 2 serão provavelmente anunciadas por volta do final de 2020. A previsão para a conclusão deste projeto é de 2025 ou 2026.

##### Projeto das estações
O projeto das estações do metrô de Doha foi selecionado em outubro de 2013 pelo emir do Catar. O projeto é chamado de "espaços abobadados"; e é derivado da arquitetura islâmica por utilizar um elemento da arquitetura islâmica, mas de um modo moderno. UNStudio, a empresa responsável pelo projeto das estações do metrô de Doha, destacou a arquitetura que usa materiais que são encontrados na região, agindo como uma ponte entre o passado e o futuro do Catar. Um dos elementos chave do projeto é que ele dá o exterior das estações, através do uso de modernos e mais claros materiais, uma forma que simula o interior de uma ostra. Os andares das estações serão abertos entre si, para provocar um sentimento de conforto nos passageiros, também servindo para as funções de ventilação e iluminação. O projeto "espaços abobadados" foi selecionado dentre seis propostas e planos diretores para as estações do metrô.
Os trens usados foram projetadas pelo escritório de projetos industriais Kinkisharyo em colaboração com a firma de projeto alemã Tricon Design, com o objetivo de refletir a cultura do Catar. O emir ficou conhecido por pessoalmente selecionar o projeto exterior dos trens, inspirado no formato dos cavalos árabes.
Em maio de 2016, a Consolidated Contractors (CCC) perdeu o contrato das estações Msheireb e cidade da educação, para um consórcio da Samsung C&T Corporation (Coreia do Sul), Obrascon Huarte Lein (Espanha) e a Empresa de Construção do Catar.

## Tecnologia

### Material rodante
Os 75 trens autônomos com 3 vagões serão fornecidos em conjunto pelas empresas japonesas Mitsubishi e Kinki Sharyo. Os primeiros 4 lotes foram entregues em agosto de 2017.

### Sinalização, telecomunicação e sistema de segurança
O grupo francês Thales irá fornecer a sinalização para o controle dos trens, telecomunicação, um centro de controle e um sistema automático de cobrança tarifária.

### Trilhos e suprimento elétrico
A Indústria Pesada Mitsubishi irá fornecer os trilhos e o suprimento elétrico. A empresa também irá fornecer as portas das plataformas e a ventilação dos túneis e também será responsável por vários projetos de manutenção e integração dos sistemas.

### Túneis escavados
A rede metroviária irá cobrir a área da grande Doha e irá incluir conexões para centros municipais e também para as principais áreas comerciais e residenciais pela cidade. No centro de Doha, o metrô será subterrâneo, enquanto nas áreas mais afastadas será principalmente em superfície ou elevado. Para os trabalhos no subterrâneo a Qatar Rail está importando tuneladoras (tatuzões). 21 tuneladoras irão ser usadas para escavar túneis 20 metros abaixo da superfície em todas as linhas.
Cada uma das tuneladoras do metrô de Doha medem 7,05 metros de diâmetro e 120 metros de comprimento. Para garantir o sucesso do transporte, as máquinas foram desmontadas em seções, incluindo a cabeça.
Cada tuneladora irá escavar de 7 á 9 quilômetros e demorarão aproximadamente 2 anos para cumprir seus determinados trechos. A velocidade média das tuneladoras varia entre 12 metros por dia á 21 metros por dia, dependendo do estado do solo. A quantidade de entulho gerada por dia pelas escavações é de aproximadamente  600m3, enquanto a quantidade total das escavações é estimada em 5,000,000m3.
A Qatar Rail foi oficialmente reconhecida pelo Guinness World Records por ter "o maior número de tuneladoras operando simultaneamente em um mesmo projeto", sendo um marco para projetos de transporte de larga escala no Catar e na região. Com este número, a empresa quebrou o recorde anterior, que era de 19 tuneladoras operando ao mesmo tempo.
Em 2017, a Qatar Rail ganhou o prestigioso prêmio ITA da Associação Internacional de Tunelamento e Espaços Subterrâneos na categoria de maior projeto do ano. O metrô de Doha foi indicado na categoria "projetos que excedem 500 milhões de euros" e ganhou o prêmio depois de ter sido selecionado com outros três projetos cada um do Canadá, Índia e Irã. O prêmio ITA é considerado o mais prestigioso prêmio, quando se trata de tunelamento e projetos subterrâneos.

## Segurança
Os números referentes á segurança foram coletados durante a fase de escavação dos trechos subterrâneos do metrô de Doha. Os procedimentos envolvem elementos que garantem um ambiente seguro de trabalho, longe dos riscos de ferimentos, incluindo gerência de casos emergenciais e tratamento rápido. O programa de segurança da Qatar Rail foca no planejamento emergencial e resposta na rede ferroviária, enquanto levando em consideração a natureza única dos sistemas de trânsito em massa no momento de planejar e aplicar o programa. A política dos transportes, os modelos de segurança nas medidas tomadas e as relações entre as instituições envolvidas, também são parte do plano de segurança da Qatar Rail.
Em setembro de 2014, a Qatar Rail, a proprietária do metrô de Doha e a responsável pelo projeto, construção, comissionamento, operação e manutenção de toda a rede ferroviária, organizou um evento sobre a segurança e resiliência da rede ferroviária do país em consulta com especialistas britânicos e catarenses. A empresa propôs seu programa de segurança, junto com suas recomendações e um mapa com todas as operações do seu sistema no futuro.
Em junho de 2014, foi revelado o projeto da linha verde do metrô de Doha tinha cumprido 6 milhões de horas de trabalho sem nenhum acidente.

## Operação
O sistema de metrô vai ser operado como um sistema de Automatic Train Operation (operação automática de trem). No sistema, as partidas e paradas, operação das portas e emergências, são totalmente automatizadas sem nenhum operador no trem.